# Catada obscura
Catada obscura is een vlinder uit de familie spinneruilen (Erebidae). De wetenschappelijke naam is voor het eerst geldig gepubliceerd in 1906 door Joseph de Joannis.
De soort komt voor in tropisch Afrika, meer bepaald op Mauritius en La Réunion.